# Guardiana de dracs
Guardiana de dracs (títol original en anglès, Dragonkeeper) és una pel·lícula d'aventures fantàstica d'animació hispanoxinesa del 2024 dirigida per Salvador Simó i Li Jianping, amb un guió escrit per Carole Wilkinson, Pablo Castrillo, Ignacio Ferreras i Rosanna Checcini. Matthew Joynes n'és el productor executiu. S'ha doblat al català.
La pel·lícula és una adaptació de la novel·la Dragonkeeper de la mateixa Wilkinson.

## Sinopsi
Ambientada a la Xina de la dinastia Han, la trama segueix les aventures de la noia esclava Ping amb l'antic drac Long Danzi. Els dracs havien estat desterrats del regne. Ping, un orfe, troba un dels últims ous de drac que queden. Els guàrdies del palau obliguen la Ping a fugir per tornar l'ou de drac a l'oceà i salvar tots els dracs de l'extinció. La Ping descobreix que és una veritable guardiana de dracs.

## Producció
El projecte, una adaptació de la primera novel·la de la saga de 6 llibres de Carole Wilkinson, es va anunciar l'any 2017 com una coproducció hispanoxinesa entre China Film Animation de China Film Group juntament amb les espanyoles Dragoia Media, Movistar Plus i Atresmedia Cine. Va comptar amb un pressupost de 24 milions d'euros.

## Estrena
La pel·lícula es va estrenar als cinemes d'Espanya (per A Contracorriente), Xina (per China Film Group) i Llatinoamèrica (per Imagem Filmes). Viva Kids va comprar els drets de distribució de la pel·lícula als Estats Units, mentre que Hulu es va assegurar els drets d'emissió a la carta. Guardiana de dracs es preveia estrenar-se a Espanya el 22 de setembre de 2023. Tot i això, després es va ajornar del 2023 al 2024. La pel·lícula va ser seleccionada com a estrena de la selecció oficial del 27è Festival de Cinema de Màlaga. La data d'estrena als cinemes es va reprogramar al 19 d'abril de 2024.